# FIRA-Turnier 1938
Das FIRA-Turnier 1938 war das dritte von der Fédération internationale de rugby amateur (FIRA) ausgerichtete europäische Turnier in der Sportart Rugby Union. Es fand vom 15. bis 22. Mai 1938 in Bukarest statt und wurde im Format jeder gegen jeden ausgetragen. Spielort war das Stadionul ANEF. Beteiligt waren drei Nationalmannschaften, den Europameistertitel errang zum dritten Mal Frankreich.

## Tabelle
Für einen Sieg gab es zwei Punkte, für ein Unentschieden einen Punkt, bei einer Niederlage null Punkte.
|    | Land            | Spiele | Siege | Unent. | Ndlg. | Spiel- punkte | Diff. | Tabellen- punkte |
| -- | --------------- | ------ | ----- | ------ | ----- | ------------- | ----- | ---------------- |
| 1. | Frankreich      | 2      | 2     | 0      | 0     | 19:13         | + 6   | 4                |
| 2. | Deutsches Reich | 2      | 1     | 0      | 1     | 13:13         | ± 0   | 2                |
| 3. | Rumänien        | 2      | 0     | 0      | 2     | 13:19         | − 6   | 0                |

## Ergebnisse
Punktesystem: 3 Punkte für einen Versuch, 2 Punkte für eine Erhöhung, 3 Punkte für einen Strafstoß, 4 Punkte für ein Dropgoal, 3 Punkte für ein Goal from mark
| 15. Mai 1938 | Rumänien                                                  | 8 : 11         | Frankreich                                            | Stadionul ANEF, Bukarest Zuschauer: 35.000 Schiedsrichter: H. Schwanenberg (Deutschland) |
| 15. Mai 1938 | Versuche: Andriesi Erhöhungen: Irimia Straftritte: Irimia | (0:11) Bericht | Versuche: Blond Caunegre le Goff Erhöhungen: Desclaux | Stadionul ANEF, Bukarest Zuschauer: 35.000 Schiedsrichter: H. Schwanenberg (Deutschland) |

| 18. Mai 1938 | Rumänien | 5 : 8 | Deutsches Reich | Stadionul ANEF, Bukarest |
| 18. Mai 1938 | Bericht  |       |                 | Stadionul ANEF, Bukarest |

| 22. Mai 1938 | Frankreich                                      | 8 : 5         | Deutsches Reich           | Stadionul ANEF, Bukarest Zuschauer: 10.000 Schiedsrichter: Herck (Rumänien) |
| 22. Mai 1938 | Versuche: Bergèze Caunegre Erhöhungen: Desclaux | (3:5) Bericht | Versuche: 1 Erhöhungen: 1 | Stadionul ANEF, Bukarest Zuschauer: 10.000 Schiedsrichter: Herck (Rumänien) |